# Спринжинат Крисантій Якович
Криса́нтій Я́кович Спринжинат (Хрізанфтіс Якович Спренченат; нар. 23 травня/5 червня 1900, с. Самушин, Заставнівський повіт, Герцогство Буковина, Австро-Угорська імперія — † 29 січня 1918, с. Крути, Чернігівська губернія, Українська народна республіка) — член «Студентського куреня», учасник і жертва бою під Крутами, єдиний (відомий) учасник тих драматичних подій з Буковини

## Життєпис
Крисантій Спринжинат народився у великій родині. У його батьків — Якова і Марії Спрінчінат— крім нього було ще двоє синів й троє доньок. Родина була досить заможною і освіченою. Батько мав добрі стосунки з Іваном Франком. Закінчив школу в селі Самушин та чернівецьку гімназію.
У 1917 році був призваний у австро-угорське військо, у якому служив перекладачем. Наприкінці 1917 року Крисантій Спринжинат опиняється в Києві. Старший брат Іван, який теж перебував на початку 1918 року в Києві, повідомив, що Крисантій загинув у бою під Крутами. Документального твердження цього факту немає. В радянський період ці події в родині не обговорювалися.

## Джерело
- В. Чорней. У бою під Крутами загинув буковинець Крисантій Спринжинат. — Газета «Молодий буковинець» від 31 січня 2008 року. https://molbuk.ua/4374-u-boju-pd-krutami-zaginuv-bukovinec.html
- Христина Піцуряк. «Загинув у 18 років»: що відомо про буковинця Крисантія Спринжината – героя бою під Крутами.  — Газета «Молодий буковинець» від 30 січня 2021 року. https://molbuk.ua/chernovtsy_news/218773-zagynuv-u-18-rokiv-scho-vidomo-pro-bukovyncya-krysantiya-sprynzhynata-geroya-boyu-pid-krutamy.html

| українська персоналія | Це незавершена стаття про особу, що має стосунок до України. Ви можете допомогти проєкту, виправивши або дописавши її. |